# 阿纳菲
阿纳菲（希臘語：Ανάφη）是希腊南愛琴大區錫拉專區的市镇，行政中心为阿纳菲村。市镇面积为40.370平方公里，2021年人口数量为293人。
此市镇包括整个阿納菲島及周边三个小岛，这些岛屿是基克拉泽斯群岛的一部分。